# Tangerine Computer Systems
Tangerine Computer Systems je bila britanska tvrtka koju su 1979. osnovali Dr. Paul Johnson, Mark Rainer i Nigel Penton Tilbury. Inspiracija za tvrku je bila američka tvrka Apple Computers.  Poznatiji proizvodi su bili Microtan 65, Oric-1, i Oric Atmos.